# ゾラン・ミリンコヴィッチ
ゾラン・ミリンコヴィッチ（セルビア語: Зоран Милинковић, ラテン文字転写: Zoran Milinković、1968年7月18日 - ）は、セルビア（旧ユーゴスラビア）の元サッカー選手、サッカー指導者。ポジションはディフェンダー。サウジ・ファーストディヴィジョンリーグ・アル・ズルフィFC監督。

## タイトル

### 指導者時代
パルチザン・ベオグラード
- セルビア・スーペルリーガ：1回（2014-15）

### 個人
- セルビア・スーペルリーガ最優秀監督：1回（2009-10）